# أليس غريفيثز
أليس غريفيثز (بالإنجليزية: Alice Griffiths) هي لاعبة كرة قدم بريطانية، ولدت في 22 يناير 2001 في أبردير ‏ في المملكة المتحدة.

## وصلات خارجية
- أليس غريفيثز على موقع الاتحاد الأوربي (الإنجليزية)
- أليس غريفيثز على موقع قاعدة بيانات كرة القدم.إي يو (الإنجليزية)